# (39563) 1992 RB
1992 أر بي (ويعرف أيضًا باسم (39563) 1992 أر بي وفق تسمية الكوكب الصغير) (بالإنجليزية: 1992 RB)‏ هو كويكب ضمن حزام الكويكبات؛ وترتيبه 39563 من حيث الاكتشاف.
اكتُشف هذا الجُرم الفلكي بواسطة روبرت إتش ماكنوت في 2 سبتمبر 1992.

## وصلات خارجية
- (39563) 1992 RB في قاعدة بيانات مختبر الدفع النفاث لأجرام النظام الشمسي الصغيرة

- الاكتشاف · مخطط المدار ·  العناصر المدارية · المعلمات المادية

- (39563) 1992 RB على موقع ويكي سكاي: DSS2, SDSS, GALEX, IRAS, Hydrogen α, X-Ray, Astrophoto, Sky Map, Articles and images